# 罗非楚克拉虫
罗非楚克拉虫（学名：Zschokkella tilapiae）为两极科楚克拉虫属的动物。在中国，分布于湖北等，营寄生生活，寄生在非洲鲫鱼的肠。